# Південний Галлфакс (нафтогазове родовище)
Південний Галлфакс — нафтогазове родовище у норвезькому секторі Північного моря.

## Опис
Відкрите у 1978 році поблизу великого нафтового родовища Галлфакс (станом на 2016 рік четверте за запасами в історії Норвегії). Складається з кількох покладів (Gullveig, Skinfaks, Gulltopp, Rimfaks та Gullfaks Sør) у пісковиках середньої юри та верхнього тріасу, що залягають на глибині 2400-3400 метрів під дном моря.
Розробка Південного Галлфаксу розпочалась у 1998 році та відбувалась шляхом під'єднання до сусідніх патформ Gullfaks A та Gullfaks C. Поклади Gullveig, Skinfaks та Gulltopp працюють у режимі природного виснаження в умовах підпору пластових вод. Для Gullfaks Sør до 2009 року відбувалось зворотнє закачування видобутого газу. Що стосується Rimfaks, то в кінці 2016 року тут планували розпочати видобуток газу з розробкою покладу на виснаження.
Початкові видобувні запаси Південного Галлфаксу оцінюються у 85 млрд.м3 газу, 12 млн тонн зріджених вуглеводневих газів та 62 млн.м3 нафти. Станом на кінець 2015 року залишкові видобувні запаси складали 43 млрд.м3 газу, 7 млн тон зріджених вуглеводневих газів та 14 млн.м3 нафти і конденсату. Пік видобутку нафти досягли у 2004 році з показником 4,2 млн.м3. Видобуток газу мав пік 4 млрд.м3  у 2007-му. Газ, підготований на платформі Gullfaks C, надалі відправляється по системі Statpipe до газопереробного заводу у Kårstø.
У 2015 році для підтримки видобутку на покладі Gullfaks Sør встановили другу в світі підводну компресорну станцію (перша запрацювала того ж року на родовище Асгард у Норвезькому морі). Два компресори по 5 МВт встановлені на глибині 135 метрів та отримують живлення з платформи Gullfaks C  через 15 км підводний кабель. Завдяки цій компресорній станції очікується збільшення коефіцієнту вилучення з 62 до 74 %.